# Radek Aubrecht
Radek Aubrecht (* 1979) je český pedagog, popularizátor moderní a regionální historie a trojnásobný finalista Global Teacher Prize Czech Republic.

## Pedagogická činnost
Po absolvování Pedagogické fakulty Univerzity Karlovy v Praze se stal vyučujícím dějepisu a základů společenských věd na pražském Gymnáziu Na Zatlance, kde působí i v současné době. Patří k té části učitelů, která klade důraz na moderní dějiny. Byl členem konzultačního týmu Národního institutu pro další vzdělávání (NIDV) a podílel se na pilotáži alternativního vzdělávacího plánu, který klade důraz právě na moderní dějiny. Též se ve své profesi věnuje projektové výuce: se svými studenty např. sepsal a vydal knihu Německy mluvící Praha, která následně vyšla i v německé mutaci. Se studenty též píše články na Wikipedii. Od roku 2010 je pořadatelem neformální přehlídky studentských prací a projektů s názvem Studentské projektové fórum Zatlanka.

## Publikační činnost
Radek Aubrecht je autorem více než 150 článků, několika studií a publikací. Zaměřuje se především na popularizaci dějin, v rámci které se věnuje zejména osobnostem z řad německé a židovské komunity v českých zemích a osobnostem rodného regionu. V letech 2011-2021 publikoval zejména v časopise Roš chodeš a od roku 2002 otiskuje články v regionálním tisku. Odborné studie publikoval ve sborníku Minulostí Západočeského kraje.
Dále se věnuje problematice školství, a to zejména na stránkách měsíčníku Rodina a škola. Od roku 2020 píše občasně eseje, komentáře a analýzy také pro Novou orientaci. Jako odborný konzultant se podílel na trojdílné učebnici Dějepis pod lupou. 

## Ocenění
- 2019: Finalista Global Teacher Prize CR 2019
- 2018: Finalista Global Teacher Prize CR 2018
- 2017: Finalista Global Teacher Prize CR 2017